# 14 век пр.н.е.

## Събития
- Улубурунско корабокрушение
- 1338 пр.н.е. се завършва бюста на Нефертити
- Аргонавти сагата

## Личности
- Тутмос IV
- Ехнатон
- Хоремхеб
- Нефертити
- Исус Навин, приемник на Мойсей

## Изобретения, открития
- Воден часовник в Карнак, Египет доказан
- в Египет се усвоява правенето на стъкло